# Magnus Wilhelm Armfelt
Magnus Wilhelm Armfelt, född 25 juli 1725, död 14 maj 1795 på Åminne herrgård i Halikko socken, var en svensk friherre, militär och ämbetsman. Han var far till Gustaf Mauritz Armfelt.

## Biografi
Magnus Wilhelm Armfelt var son till kapten Gustaf Armfelt (1701-1756) och Anna Elisabet Wrangel samt sonson till Carl Gustaf Armfeldt. Han blev förare vid Karelska dragonregementet 1737, sergeant där 1741 och livdrabant 1742. Han deltog bland annat i Slaget vid Villmanstrand 1741. Armfelt blev en del av det franska regementet  Royal suédois på 1740-talet och deltog i ett fälttåg i Flandern i nuvarande Belgien. Han blev befordrad kapten i regementet 1745 och kaptenlöjtnant vid Livdragonregementet 1751, kapten i armén 1752, stabskapten vid livdragonregementet 1753, kapten där 1754, sekundmajor 1761, premiärmajor 1769, överstelöjtnant 1769 och överste i armén 1775. Han var överste och chef för Livdragonregementet 1776–1781 och landshövding i Åbo län 1781–1790. Han erhöll 1790 avsked från militärtjänsten med generalmajors namn, heder och värdighet. Armfelt inrättade Åminne som fideikommiss för äldste sonen och dennes manliga avkomlingar. Han blev 1761 riddare av Svärdsorden.

## Familj
Paret fick tre barn varav två levde till vuxen ålder.
- Gustaf Mauritz (1757-1814)
- Fredrik Vilhelm (1760-1763)
- August Filip (1768-1839)